# Pederàstia
|  | No s'ha de confondre amb pedofília. |

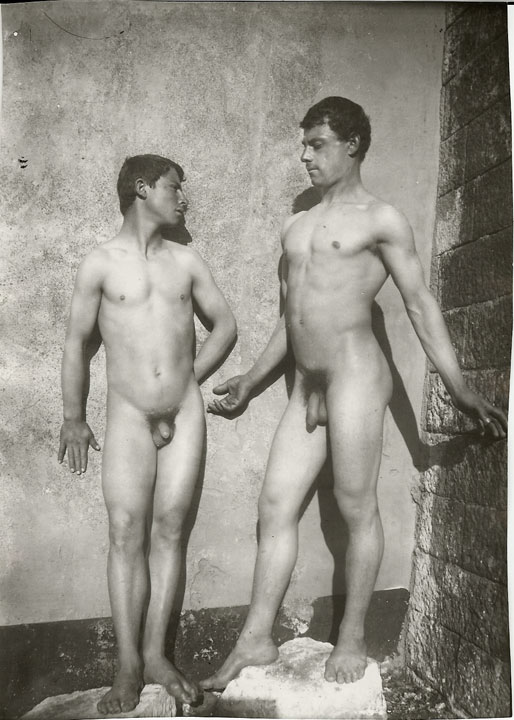
Fotografia de Wilhelm von Gloeden que representa la pederàstia.

La pederàstia és una relació eròtica homosexual entre un adolescent i un home adult. La paraula pederàstia deriva del grec paiderastia ("l'amor dels nens"), una paraula composta derivada de παῖς (pais) "nen, noi" i ἐραστής (erastés) "amant". Històricament, la pederàstia ha existit com una sèrie de costums i pràctiques de moltes cultures del món. L'estat de la pederàstia ha canviat en el curs de la història, de vegades considerada com un ideal i en altres moments com un delicte. A la història d'Europa la seva manifestació cultural més estructurada fou la pederàstia a Atenes, i fou també una conducta tolerada a l'antiga Grècia i a l'antiga Roma. Diverses formes de pederàstia han estat objecte de debats filosòfics en els quals el tipus carnal es compara desfavorablement amb el tipus eròtic i espiritual.

## Expressions

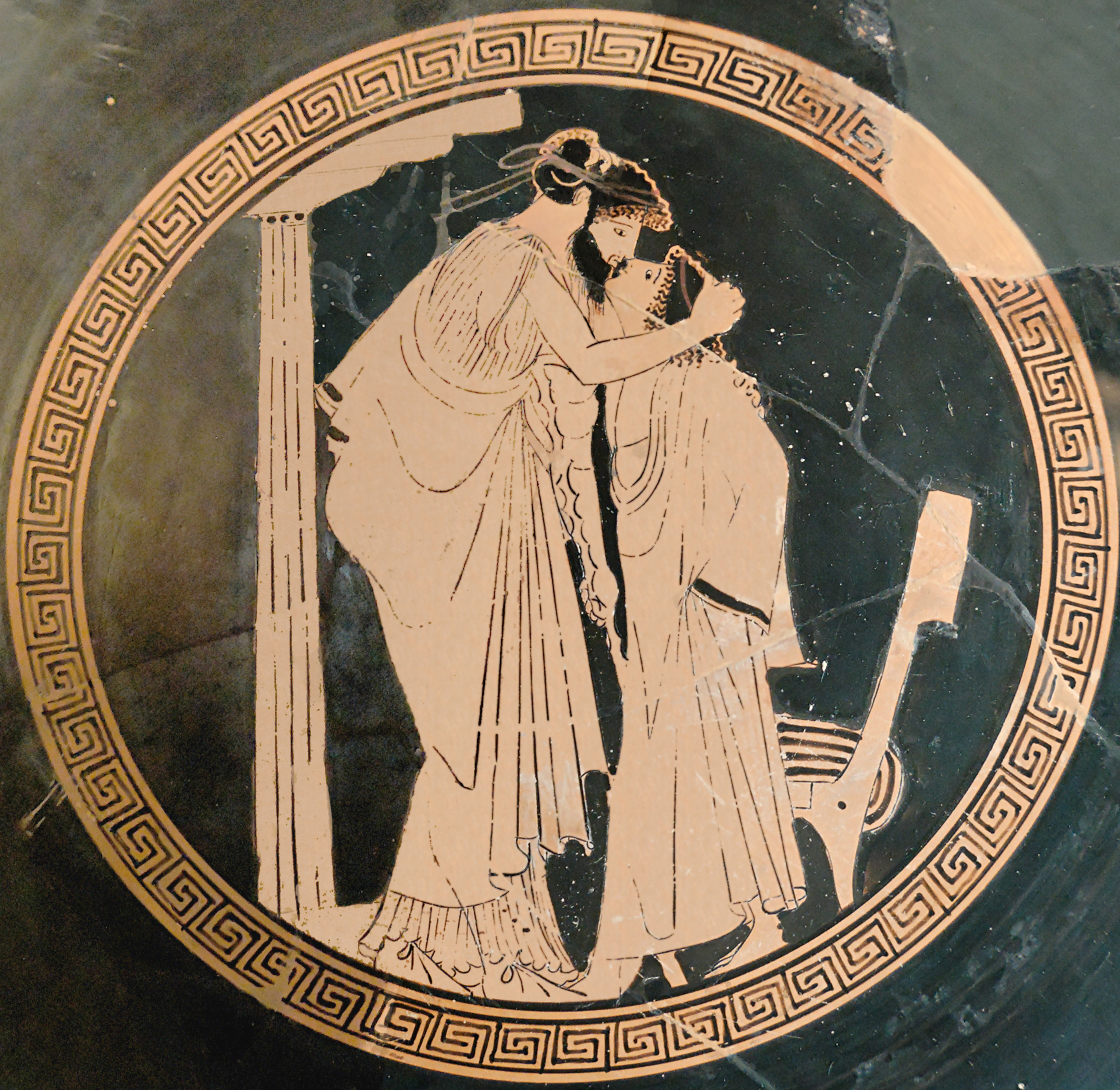
Kylix àtic que representa un amant (ἐραστής) besant el seu amat (ἐρώμενος). Les representacions d'escenes pederàstiques són abundants en l'art grec.

Els antropòlegs proposen tres subdivisions de l'homosexualitat com estructurats per edat, igualitària i d'estructuració de gènere. La pederàstia és l'exemple arquetípic dels homes d'edat-estructurats homosexualitat. Geoffrey Gorer i altres distingeixen la pedofília de la pederàstia, que defineixen com un quart tipus que descrigueren com "summament patològics en totes les societats de les quals tenim registre". Segons Gorer, la principal característica de la pederàstia homosexual és la diferència d'edat, ja sigui de generació o grup d'edat, entre els membres. En el seu estudi de les cultures natives, la pederàstia apareix normalment com una etapa que passa en el qual l'adolescent és l'amant d'un home de més edat, segueix sent com a tal fins que arriba a un cert llindar de desenvolupament, després del qual, al seu torn, adquireix un adolescent com a amant. Aquest model és jutjat per Gorer com a socialment viable, és a dir, no susceptible a originar malestar psicològic o neurosi a la majoria dels homes. Afegeix que en moltes societats, la pederàstia ha estat el tema principal de les arts i la principal font de tendresa i emocions elevades.
Les pràctiques pederàstiques s'han usat per al propòsit de rituals de pas d'edat, l'adquisició de la virilitat i la virtut viril, l'educació i el desenvolupament de l'habilitat militar i l'ètica. Aquests sovint corren paral·lelament amb l'ús comercial dels nois per al gaudi sexual, que pel que fa a l'esclavitud i la castració. La bellesa evanescent dels nois adolescents ha estat un ítem recurrent a la poesia i l'art, des de l'època clàssica a l'Orient Mitjà, el Pròxim Orient i l'Àsia central, la Xina imperial, el Japó pre-modern, a l'Europa renaixentista i a l'època moderna.
A diferència d'altres models, assumeix que l'homosexualitat no és una simple conducta, sinó quelcom innat a l'essència personal. "

### Edat
Alguns observadors moderns generalment restringeixen l'edat de la parella jove entre dotze i disset anys, tot i que històricament el rang és una mica més ampli. La parella jove no ha de ser, en cert sentit, totalment madur, el que podria incloure els homes joves en la seva adolescència o primers vint anys.
Si bé les relacions pederastes a l'antiga Grècia inclouen nois de 12 a 18 anys, al Japó inclouen nois d'11 a 19 anys.

## Evolució històrica

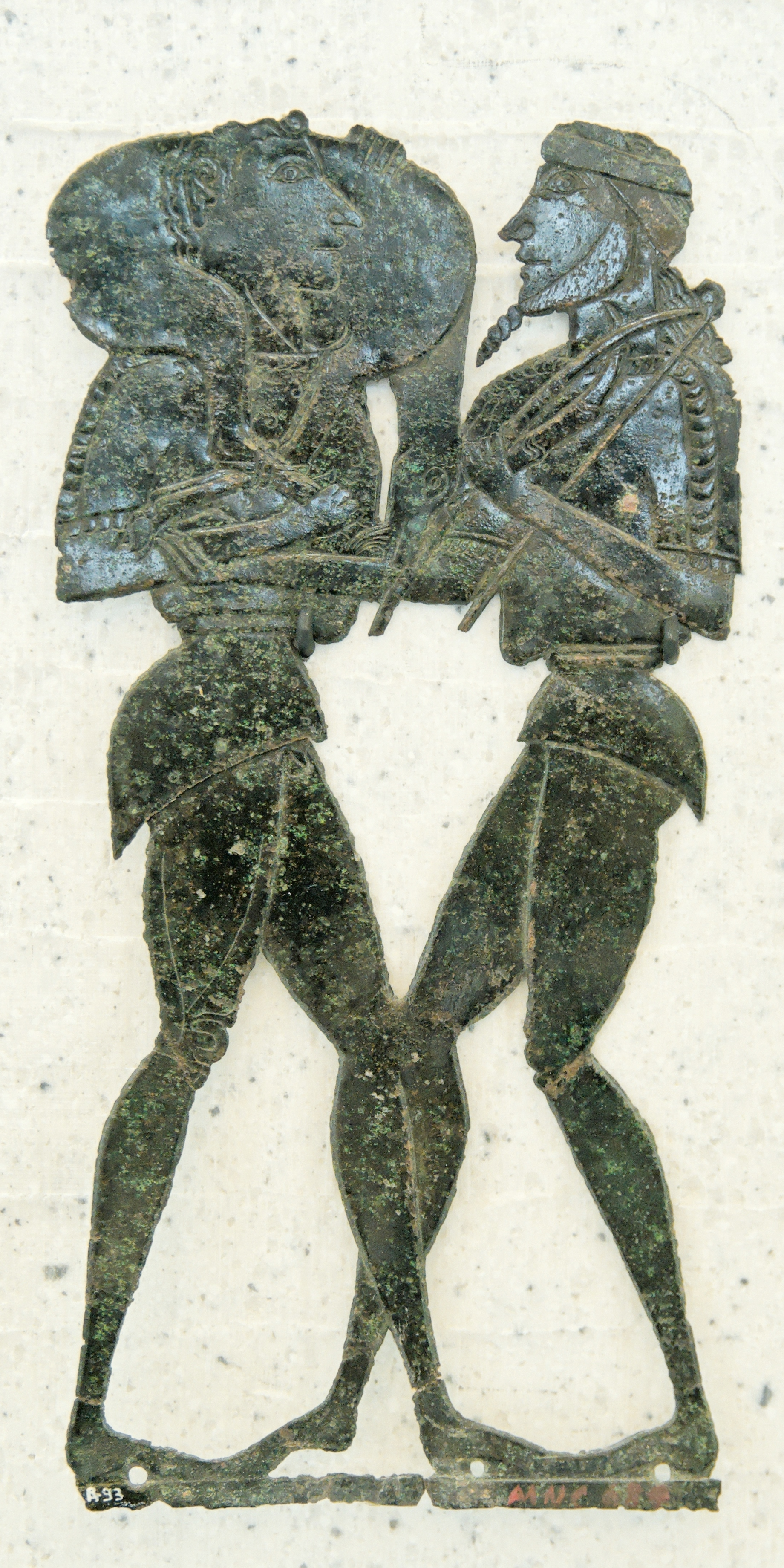
“Caçadors cretencs”, exvot cretenc de la capella d'Hermes i Afrodita a Kato Syme.

A l'edat antiga la pederàstia es considerava una institució educativa per a la inculcació de valors morals i culturals, així com una forma d'expressió de la sexualitat, entrà a la història a partir de la Grècia arcaica, tot i que els objectes rituals cretencs reflecteixen una pràctica ja formalitzada data de finals de la civilització minoica, al voltant del 1650 aC. Segons Plató, a l'antiga Grècia, la pederàstia era una relació i un pont, tant sexual com de castedat, entre un home adolescent i un home adult fora de la seva immediata família.
Si bé la majoria dels homes grecs participaven de relacions sexuals tant amb dones com amb nens, eren conegudes diverses excepcions a la norma, alguns evitant les relacions amb dones i altres que rebutjaven les relacions amb altres nois. A Roma, les relacions amb nois prengueren un caire més informal i una via menys cívica, els homes o bé aprofitant-se de la situació social dominant per obtenir favors sexuals dels seus inferiors socials, o bé per a l'exercici de relacions il·lícites amb nois nascuts lliures.
Estan documentades relacions anàlogues entre altres pobles antics, com els tracis i els celtes. Segons Plutarc, els antics perses, també practicaren durant molt temps la pederàstia, una opinió recolzada per Sext Empíric que afirmà que les lleis dels perses en "recomanaven" la pràctica. Si bé aquestes afirmacions poden ser fruit malintencionat, ja que llavors l'Imperi Part era l'enemic oriental de Roma. D'altra banda Heròdot afirma que aprengueren la còpula amb nois (παισὶ μίσγονται) dels grecs, per l'ús d'aquest terme la reducció de la seva pràctica al que John Addington Symonds descriu com la "forma viciosa" de la pederàstia, en contrast amb el més restringit i valorat cultivat pels grecs. Plutarc, però, explica que Heròdot assenyala que els perses havien tingut relacions sexuals amb nens molt abans de ser exposats als costums dels grecs.
L'oposició als aspectes carnals de la pederàstia concorren amb la pràctica, tant dins com fora de les cultures en les quals s'ha trobat. Entre els grecs, unes poques ciutats la prohibiren, i en altres, com Esparta, només es permetia la forma casta de la pederàstia, d'acord amb Xenofont. Així mateix, els escrits de Plató devaluen i finalment condemnen les relacions sexuals amb els nois, mentre que valora l'auto-disciplina de l'amant alhora d'abstenir-se de consumar la relació.
El judaisme i el cristianisme també van condemnar la sodomia, definint aquest terme de forma diversa, una idea promulgada més tard a l'islam i, més tard encara, per la fe bahà'í. Dins de la fe Bahaista la pederàstia és l'única menció de qualsevol tipus d'homosexualitat per Bahà'u'llàh. "Estem disminuint, per molt lamentable, de tractar el tema dels nois […] no cometre el que us està prohibit a la nostra Santa Taula, i no sigueu dels que vaguen distrets al desert dels seus desitjos."

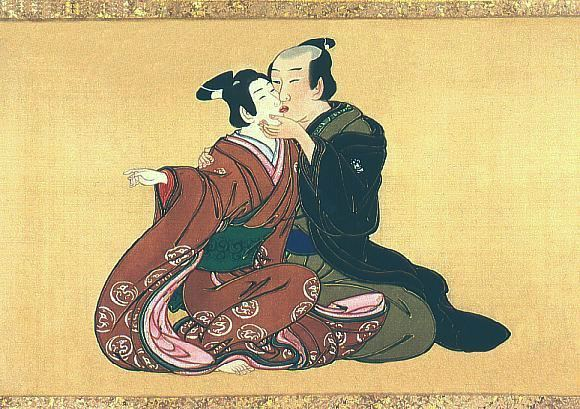
Un samurai amb el seu jove amant.

Dins d'aquesta condemna general de la sodomia, la pederàstia, en particular, era un objectiu. Climent d'Alexandria, el predicador del segle ii, usa la pederàstia divina per a acusar la religió grega i les figures mitològiques d'Hèrcules, Apol·lo, Posidó, Laios i Zeus: "Pels vostres déus no us absteniu ni dels nois. Un estimà Hilas, l'altre a Jacint, un altre a Pèlops, un altre a Crisip, un altre a Ganimedes. Aquests són els déus que les vostres esposes adoren! " Els primers codis jurídics prescrivien dures sancions per als infractors. El codi del rei Khindasvint deia que ambdós membres fossin "emasculats sense demora i lliurats al bisbe de la diòcesi on siguessin confinats en solitari en una presó." A aquests càstigs sovint es vinculava a la penitència donada després que el sagrament de la confessió. A Roma, la pena fou la crema a la foguera, des de l'època de Teodosi I (390). No obstant això, la pràctica continuà, donant lloc a refranys com ara "Amb vi i infants al voltant, els monjos no tenen necessitat que el diable els tempti", resava una de les primeres dites cristianes de l'Orient Mitjà.
La pederàstia fou notable a Al-Àndalus i a la Toscana i el nord d'Itàlia durant l'edat mitjana i el Renaixement., a la Rússia tsarista, i al Japó pre-modern, fins a la restauració Meiji.

## Etimologia i ús
"Pederàstia" deriva de la combinació de "παίδ-" (terme grec que significa “nen” o “noi”) i "ἐραστής" (terme grec per amant; cf. "eros"). Del llatí tardà "pæderasta" va ser pres en el segle xvi, directament del Simposi de Plató. (Llatí transliterava "αί" com "æ"). El terme va aparèixer per primera vegada en l'idioma anglès durant el Renaixement, com "pæderastie" (per exemple, en Samuel Purchas "Pilgrimage"), en el sentit de les relacions sexuals entre homes i nois. A més del seu ús en el sentit clàssic, el terme s'ha utilitzat també com a sinònim de sexe anal, independentment del sexe de la parella. Un tractat de sexologia del segle xix descriu a homes a practicant la "inserció del penis dins l'anus de la dona", com "pederàstia amb les seves esposes."
La definició comunament acceptada de referència de la pederàstia es refereix a una relació sexual, o de la còpula, entre homes grans i joves barons. L'Oxford English Dictionary (OED) apunta: "les relacions homosexuals entre un home i un noi; relacions anals homosexuals, generalment amb un nen o un jove com a soci passiu." L'OED abreujat apunta: "Les relacions sexuals entre un home i un nen." Al descriure pederastes, alguns diccionaris se centren exclusivament en la mecànica de la còpula, com el Merriam-Webster (edició en línia): "qui practica el coit anal, especialment amb un nen". Altres diccionaris ofereixen una definició més genèrica, com ara "les relacions homosexuals entre els homes i els nens" o "les relacions homosexuals, especialment entre un home adult i un nen o jove." La limitació de la pederàstia a la relació sexual anal amb un noi és impugnada pels sexòlegs. Robert T. Francoeur considera que és "comú, però incorrecta,", mentre que Haeberle la descriu com "un modern resultant d'una utilització errònia de l'expressió original i la ignorància de les seves conseqüències històriques."
Les fonts acadèmiques i d'estudis socials proposen definicions més àmplies del terme. L'"enciclopèdia de gais, lesbianes, bisexuals, transgèneres i cultura queer" (Encyclopedia of Gay, Lesbian, Bisexual, Transgender & Queer Culture) ofereix "La relació eròtica entre un home adult i un jove, en general d'edats compreses entre els dotze i els disset anys, a la que el soci de més edat és atret al jove que torna el seu afecte. " L'“Enciclopèdia de l'homosexualitat” suggereix que la "pederàstia és la relació eròtica entre un home adult i un nen, generalment d'edats compreses entre els dotze i els disset anys, a la que el soci de més edat és atret al jove que torna al seu afecte, o si l'enllaç no condueix ha obert el contacte sexual. "

## Factors de classe social

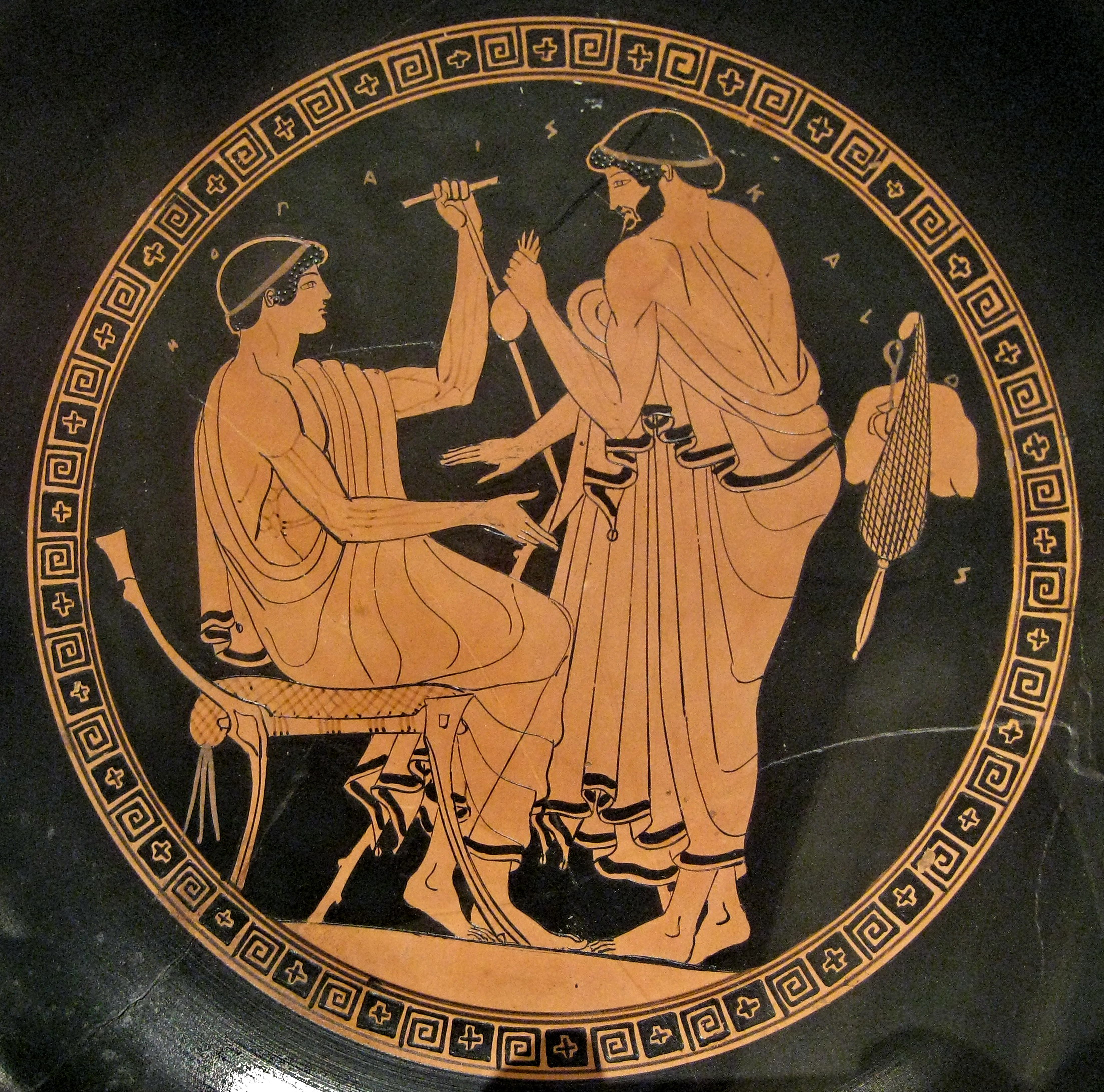
Home oferint diners a un jove a canvi de sexe.

A l'antiga Roma i al món antic en general els abusos sexuals que patien els nens esclaus eren molt freqüents i estaven socialment acceptats, ja que eren considerats "coses" i "propietats" i no persones. També eren freqüents els abusos sexuals que patien els soldats en mans dels seus superiors, sobretot dels nobles i dels emperadors. A la civilització islàmica medieval, les relacions pederastes "eren tan fàcilment acceptades en els cercles de classe alta que feien sovint poc o cap esforç per amagar la seva existència." També era freqüent durant totes les èpoques la prostitució masculina de molts joves de classe baixa, com s'ha documentat en el món antic i en el Londres del segle xix, fins i tot de soldats joves durant el seu temps lliure per incrementar el seu baix sou. També s'ha documentat la pederàstia entre els mariners, sobretot entre els pirates, on era normal que els pirates adults raptessin nois joves durant les seves incursions perquè es convertissin en nous pirates i en els seus amants, ja que les dones no estaven ben considerades en la pirateria.

### Pederàstia en la pirateria
En un ambient marítim freturós de dones o grup social d'un mateix sexe, l'homosexualitat i les pràctiques homosexuals eren àmpliament acceptades i part de la vida diària al món dels bucaners o pirates. La majoria dels pirates rebutjaven l'heterosexualitat fins i tot quan en els ports existia la possibilitat de tenir contactes sexuals amb dones, generalment prostitutes. Les dones capturades rares vegades eren utilitzades sexualment, sinó més aviat eren usades per demanar rescat. Alguns pirates preferien als nois joves, a causa d'això solien raptar-los i obligar-los a aprendre sobre marineria sent entrenats per un pirata tutelar. El pirata i el seu «aprenent» creaven forts llaços arribant fins i tot a dormir i menjar junts, en algunes ocasions compartien el botí.
Els pirates van conformar els primers «matrimonis» o unions homosexuals de la història moderna en la institució coneguda com a matelotatge. Era una unió contractual entre dos homes, que incloïa l'herència dels béns en cas de defunció d'un dels «cònjuges». El «matelot» era generalment el pirata, parella sexual o company més jove o econòmicament desfavorit. Un cas notable de matelotatge és la unió entre els pirates Legolif i Pulverin. També es coneixen casos de pirates dones amb tendències o trets homosexuals, tal és el cas d'Anne Bonny i Mary Read.

## El món antic

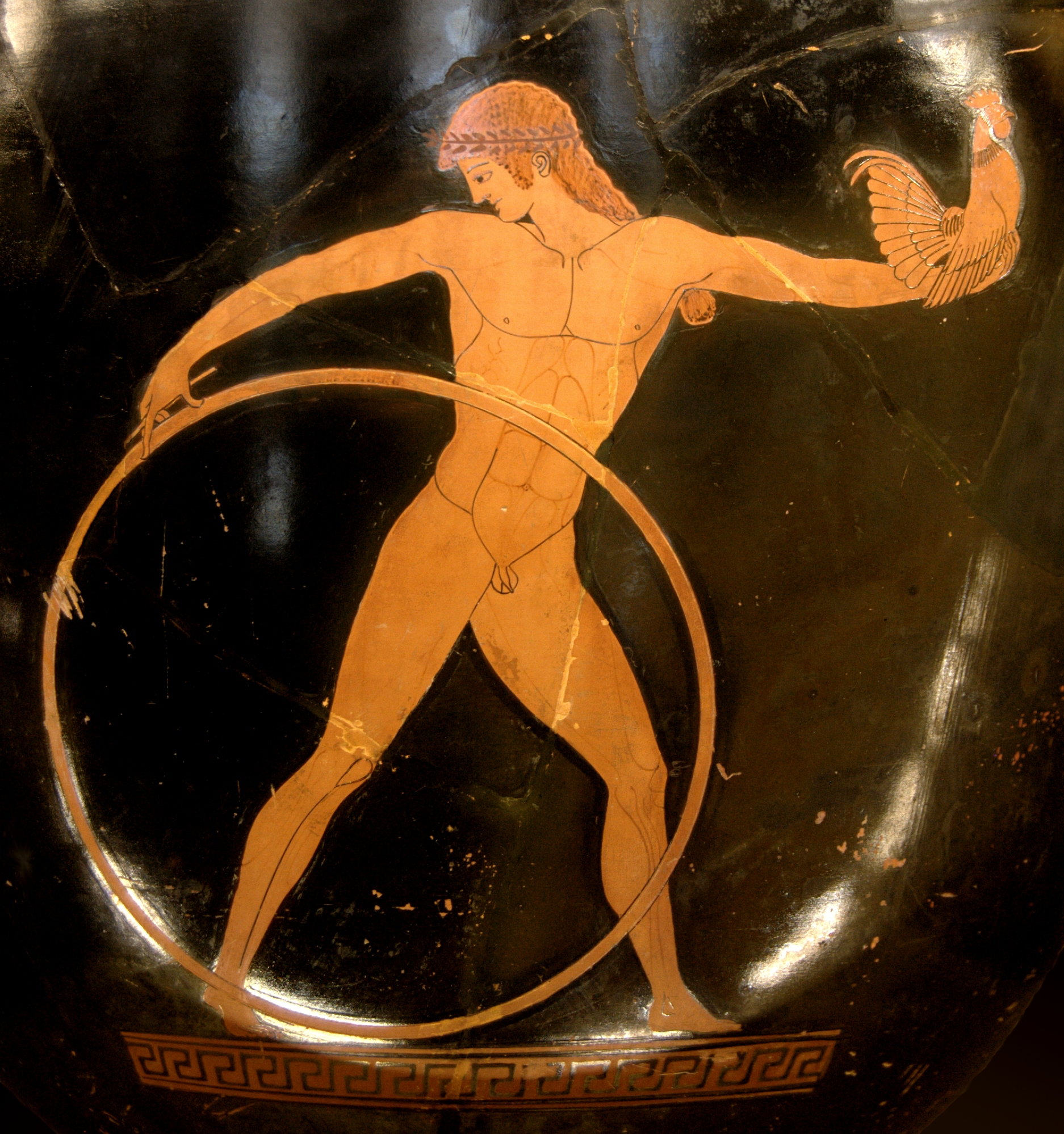
Ganimedes fent girar un cèrcol i duent un gall a la mà, un regal amorós de Zeus. A l'art grec, el gall era un regal habitual d'erastes a l'eromenos

### Pederàstia a l'antiga Grècia
La pederàstia grega (del grec παιδεραστία), idealitzada pels grecs des de l'època arcaica, era una relació entre un jove adolescent (ἐρώμενος, erōmenys, 'estimat') i un home adult que no pertanyia a la seva família propera (ἐραστής, erastēs, 'amant'). Va sorgir com una tradició aristocràtica educativa i de formació moral. Els grecs la consideraven per això un element essencial de la seva cultura ja des dels temps d'Homer. És important assenyalar que la diferència d'edat entre erōmenys i erastēs és paral·lela a la qual es donava entre els membres del matrimoni a l'antiga Grècia: un home en la trentena i una joveneta d'entre quinze i divuit anys. També cal remarcar que l'erōmenys era un adolescent ja entrat en la pubertat i no un nen, com s'entén en el concepte actual de pederàstia.
El terme deriva de la combinació de dos vocables grecs: παιδ- (arrel de παῖς, παιδός, 'nen' o 'noi') i ἐραστής (erastēs, 'amant'; cf. erotisme). En un sentit més ampli, la paraula es refereix a l'amor eròtic entre adolescents i homes adults. Els grecs consideraven normal que un home se sentís atret per la bellesa d'un jove, tant o més que per la d'una dona. Només hi havia controvèrsia sobre la forma en què havia d'expressar-se aquest desig.

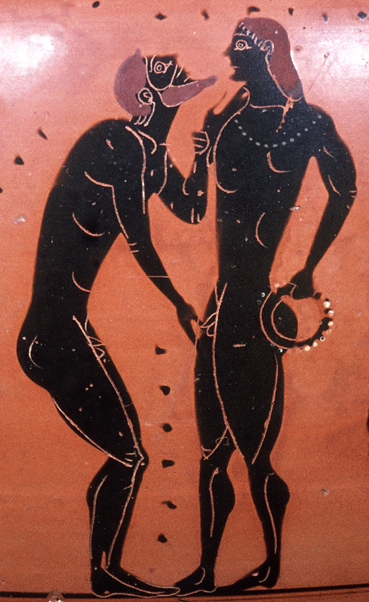
Escena d'un festeig pederasta. Detall d'una àmfora atenesa pintada amb figures negres del
L'home amb barba està representat en un tradicional gest de festeig pederasta, amb una mà buscant acaronar el jove i l'altra tocant-li la barbeta mirant-lo als ulls.

La pederàstia estava molt relacionada amb la tradició atlètica i artística de la nuesa en la gimnàstica, amb el costum de matrimonis tardans per als homes, amb els banquets i amb el fet que les dones estiguessin recloses a les seves llars. També era una cosa fonamental per a l'entrenament militar grec i un factor important en la formació de les seves tropes.

### Pederàstia entre militars
Quan es parla de l'homosexualitat en els exèrcits de l'antiga Grècia s'esmenta principalment al Batalló Sagrat de Tebes, però aquest no és l'únic exemple de pràctiques homoeròtiques o homosexuals entre els militars dels exèrcits grecs. Eren freqüentment utilitzades tant en l'ensinistrament i l'entrenament militar, com per mantenir la moral i enfortir els llaços i l'esperit de combat de la tropa en temps de guerra. El Batalló Sagrat de Tebes, una unitat militar separada de la resta i reservada únicament a homes i els seus joves estimats, és normalment considerat com el primer exemple de com a l'antiga Grècia s'usava l'amor entre soldats de la tropa per estimular el seu esperit combatiu. Els tebans atribuïen al Batalló Sagrat el poder de Tebes durant la generació anterior a la seva caiguda davant Filip II de Macedònia, que va quedar tan impressionat davant del seu valor en combat que va manar construir un monument que encara avui es manté en peus en el lloc on es van enterrar als soldats. També va criticar durament les opinions que els espartans tenien del Batalló. Diu Plutarc en la seva obra Pelòpides:
Morin els que hagin pogut pensar que entre semblants homes hagi pogut haver-hi res reprensible.
En la mateixa obra, Plutarc cita també l'opinió de Pammenes de Tebes:
El Nèstor d'Homer no va ser molt hàbil capitanejant un exèrcit quan va ordenar que els grecs formessin per tribus (...), doncs havia d'haver unit els amants amb els seus estimats. Perquè els homes de la mateixa tribu es valoren molt poc els uns als altres quan el perill aguaita; però un grup cimentat en l'amistat basada en l'amor mai serà separat doncs, tement l'afront, els amants pels estimats, i aquests per aquells, així perseveren en els perills els uns pels altres.
Aquestes unions estan reflectides en episodis de la mitologia grega, com l'heroica relació entre Aquil·les i Pàtrocle en l'Ilíada, on pel que sembla la seva unió va estimular tant la moral com la valentia. Les unions a l'exèrcit prenien la forma típica de pederàstia, sent escasses les relacions més igualitàries. Aquestes relacions han quedat documentades per molts historiadors grecs i en discursos filosòfics, així com en descortesos esments com la de Filip II de Macedònia, recollida per Plutarc:
Trobem que la majoria de les nacions guerreres són més addictes a l'amor, com els beocis, els lacedemonis i els cretencs. I entre els més antics herois cap va ser tan amorós com Meleagre, Aquil·les, Aristòmenes, Cimó o Epaminondes; l'últim dels quals va tenir com concubins a Asòpic i a Cafisodor, que va ser assassinat al costat d'ell en la Batalla de Mantinea i jeu enterrat molt proper a ell.
Durant la Guerra Lelantina entre Eretria i Calcis, abans d'una decisiva batalla els calcidians van demanar ajuda a un guerrer anomenat Cleòmac. Ell va respondre a la seva petició, portant el seu amant perquè observés. Liderant la càrrega contra els eretris, va portar Calcis a la victòria pagant com a preu la seva pròpia vida. Els calcidians li van erigir una tomba al mercat en gratitud i van adoptar la pederàstia.

### La pederàstia en la filosofia grega

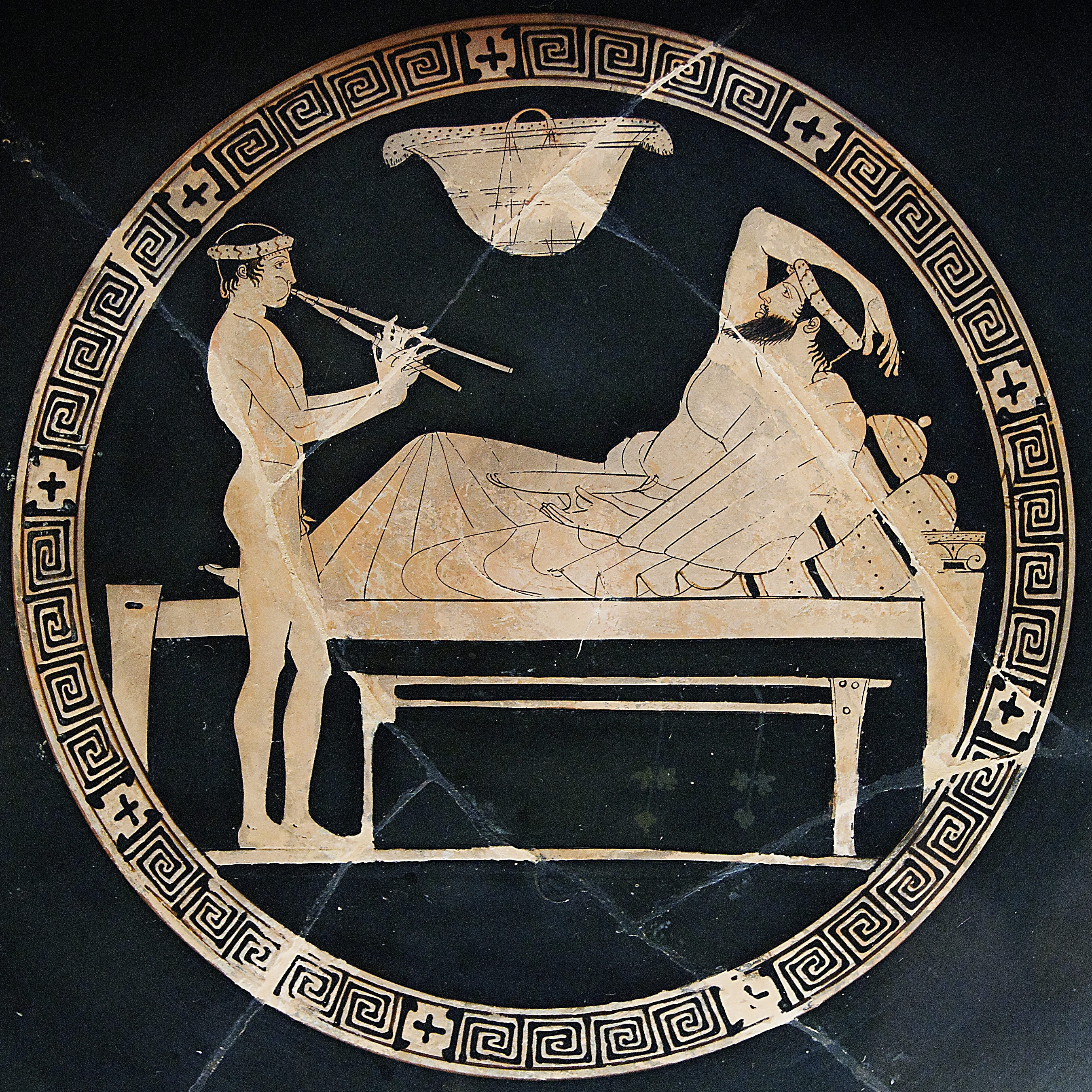
Un jove nu toca l'aulos per al comensal d'un banquet. Copa vermella àtica, pintor d'Eveó, 460 a.C. - 450 a.C.

A l'antiga Grècia es considerava normal que un noi (entre la pubertat i el creixement de la barba) fos l'amant d'un home adult, el qual s'ocupava de l'educació política, social, científica i moral de l'estimat. Però es considerava més estrany que dos homes adults mantinguessin una relació amorosa (encara que es veu que era normal en la relació entre Aquil·les i Pàtrocle, o en les parelles de soldats tebans i en la relació entre Alexandre el Gran i Hefestió de Pel·la).
Plató fou un dels primers a criticar les relacions sexuals dins de les relacions pederàstiques, proposant que els homes que estimaven els nois evitessin qualsevol expressió carnal i que, en lloc d'admirar les virtuts dels amants estimessin la virtut en si mateixa de forma abstracta. Mentre que la còpula amb els nens sovint es criticava i era considerada com vergonyosa i brutal, altres aspectes de la relació es consideraven beneficioses, com s'indica en proverbis com aquest: Un amant és el millor amic que pot tenir un noi.
En les escenes de seducció l'home està dret, agafant la barbeta del noi amb una mà i acariciant els seus genitals amb l'altra. A les escenes sexuals, els companys es troben abraçats cara a cara, estant el més gran dels dos realitzant sexe intercrural amb el joves, que, en general, però no sempre, no mostra signes d'excitació. El sexe anal gairebé mai no es mostra i, quan apareix només ho fa per tal de suscitar sorpresa a l'observador. La pràctica era ostensiblement menyspreada, els atenesos sovint ho anomenaven jocosament als seus veïns doris ("cretanitzar", "laconitzar", "calciditzar"). Si bé historiadors com Halperin i J. K. Dover i sostenen que només l'home experimentava plaer, l'art i la poesia indiquen la reciprocitat del desig, i altres historiadors afirmen que és "un conte de fades modern que els joves eromenos mai va despertar."
Les parelles pederàstiques es diu que eren temudes pels tirans, ja que el vincle entre els amics era més fort que la de l'obediència al governant tirà. Plutarc dona com a exemples els atenesos Harmodi i Aristogitó. Altres, com Aristòtil, afirmaven que els legisladors cretencs encoratjaven la pederàstia com a mitjà de control de la població, per la direcció d'amor i desig sexual en les relacions amb els homes.

### Pederàstia a l'Antiga Roma

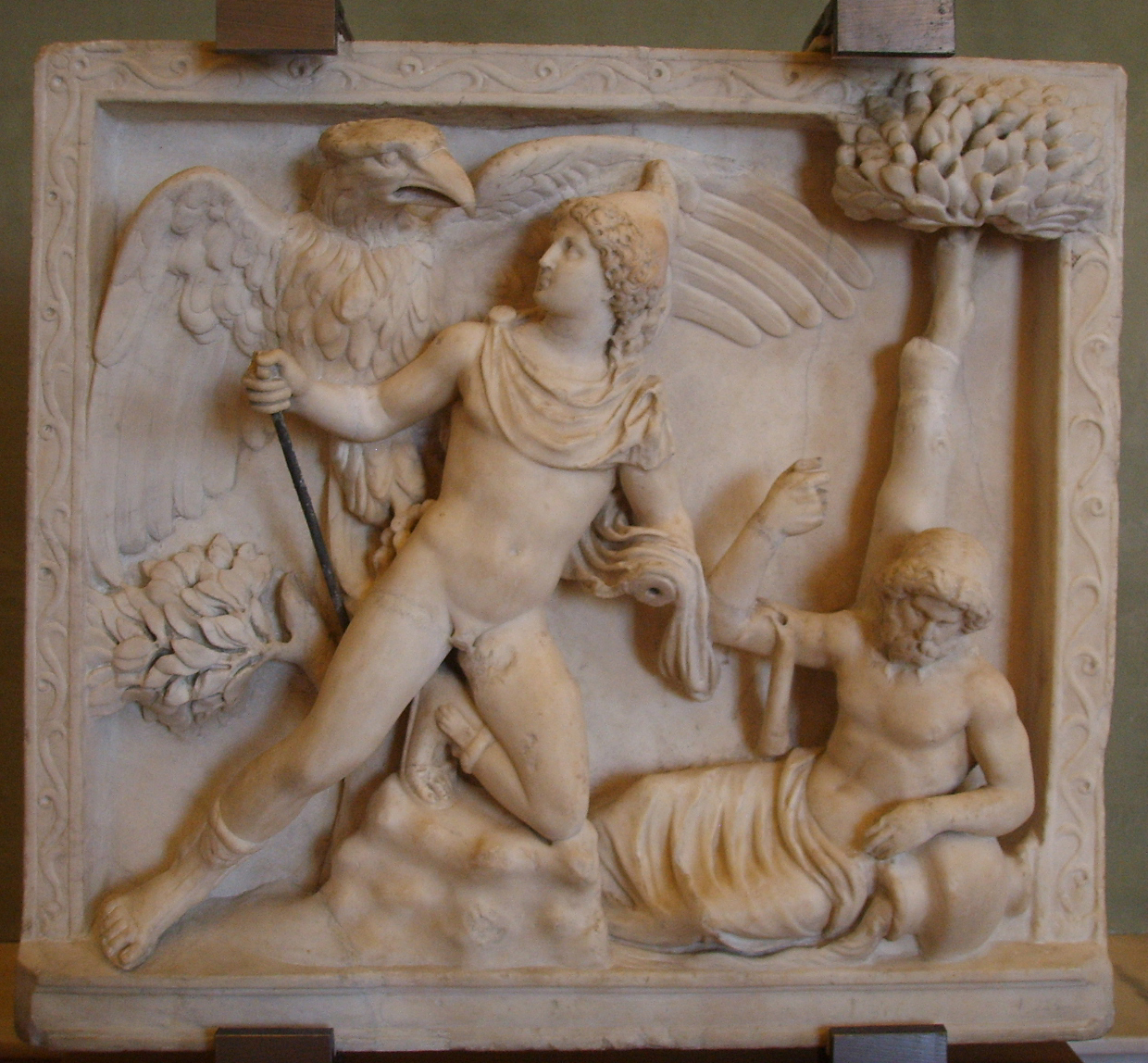
Júpiter segrestant a Ganimedes; Relleu romà del.

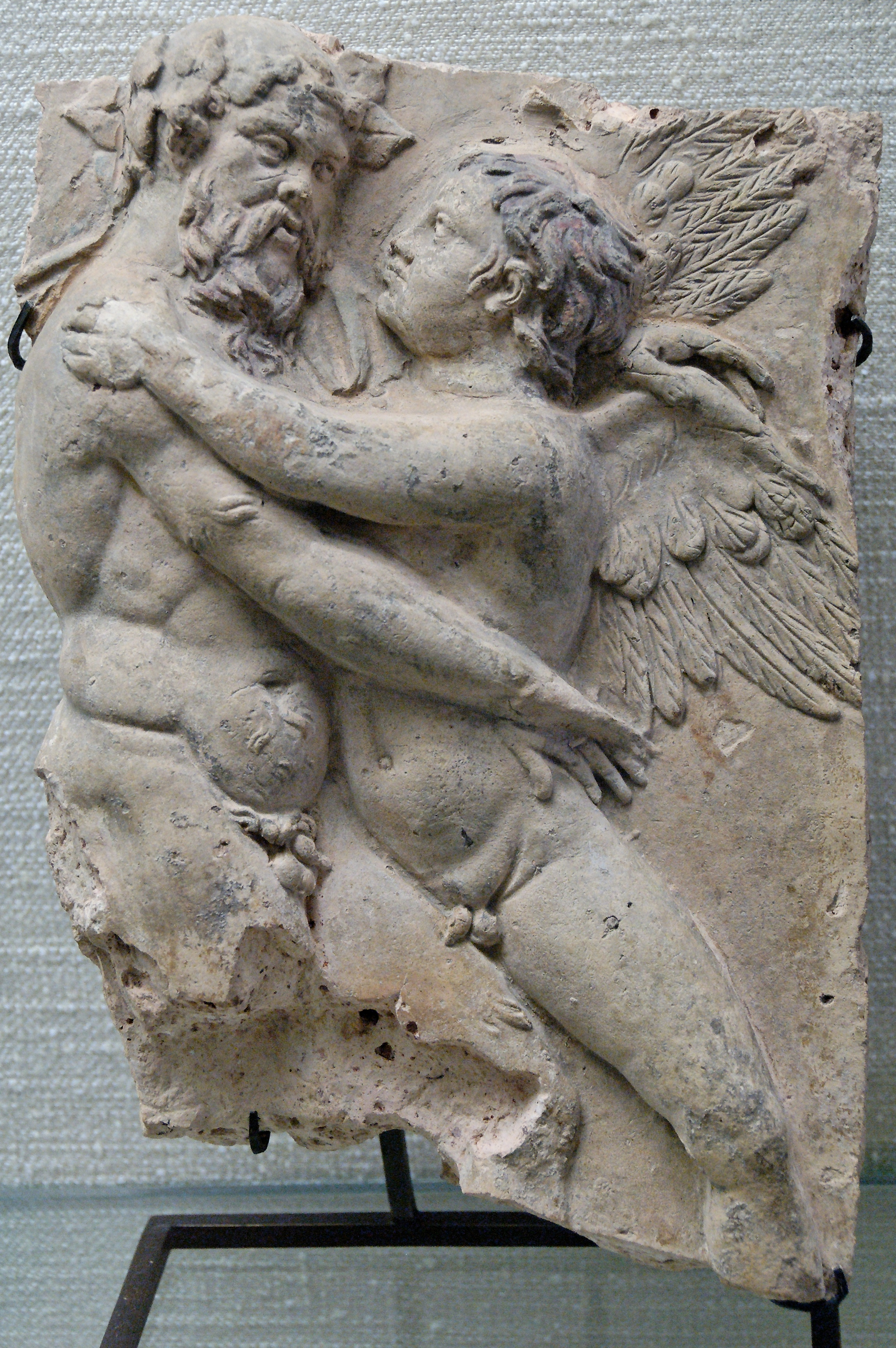
Eros (fill d'Ares) i Silè.

Des dels primers temps de la República Romana, és perfectament normal que un home vagi amb els nens. Tanmateix, la penetració era il·legal per als joves nascuts lliures; l'únic cas que els nens estaven legalment autoritzats a funcionar com una parella sexual passiva era ser esclaus o ex esclaus coneguts com a "lliures", i després només respecte als seus antics amos. Per als esclaus no hi havia protecció legal, fins i tot contra la violació.
En temps dels romans el resultat fou que la pederàstia perdé de llarg la seva funció de ritual de l'educació en comptes de veure's com una activitat principalment impulsada per un desig sexual i competir amb el desig cap a les dones. L'acceptació social de les relacions pederàstiques va disminuir durant els segles. Al segle I Suetoni i Tàcit constaten la generalització de matrimonis entre homes sense traves, ja que el matrimoni en la societat romana era un contracte privat. L'emperador Neró va ser el primer emperador romà que es va casar amb un altre home, un jove eunuc del palau anomenat Esporus i convertit en Savina per Neró per reemplaçar a la seva estimada i morta Popea. Edward Gibbon ja el 1776 confirma que dels dotze primers emperadors només a Claudi li interessaven exclusivament les dones. Tots els altres van tenir nois o homes com a amants. El fet que Claudi no tingués cap amant masculí va ser objecte de crítica per part de Suetoni en la seva obra Les vides dels dotze cèsars.
Altres escriptors no s'esforçaven a censurar la pederàstia per se, sinó que l'elogiaven o la culpaven dels seus diversos aspectes. Per la seva banda Marc Valeri Marcial defensa les relacions pederastes enaltint l'amor cap al noi, no el seu mer ús sexual. En un passatge anecdòtic esmenta que és descobert per la seva esposa "dins d'un noi", ella li recrimina amb menyspreu dient-li que no li podria donar el mateix que ella. Ell replica amb una llista de personatges mitològics que, malgrat estar casats, tenen un jove amant masculí i acaba dient que la diferència amb una dona és solament que ella té dues "vagines"

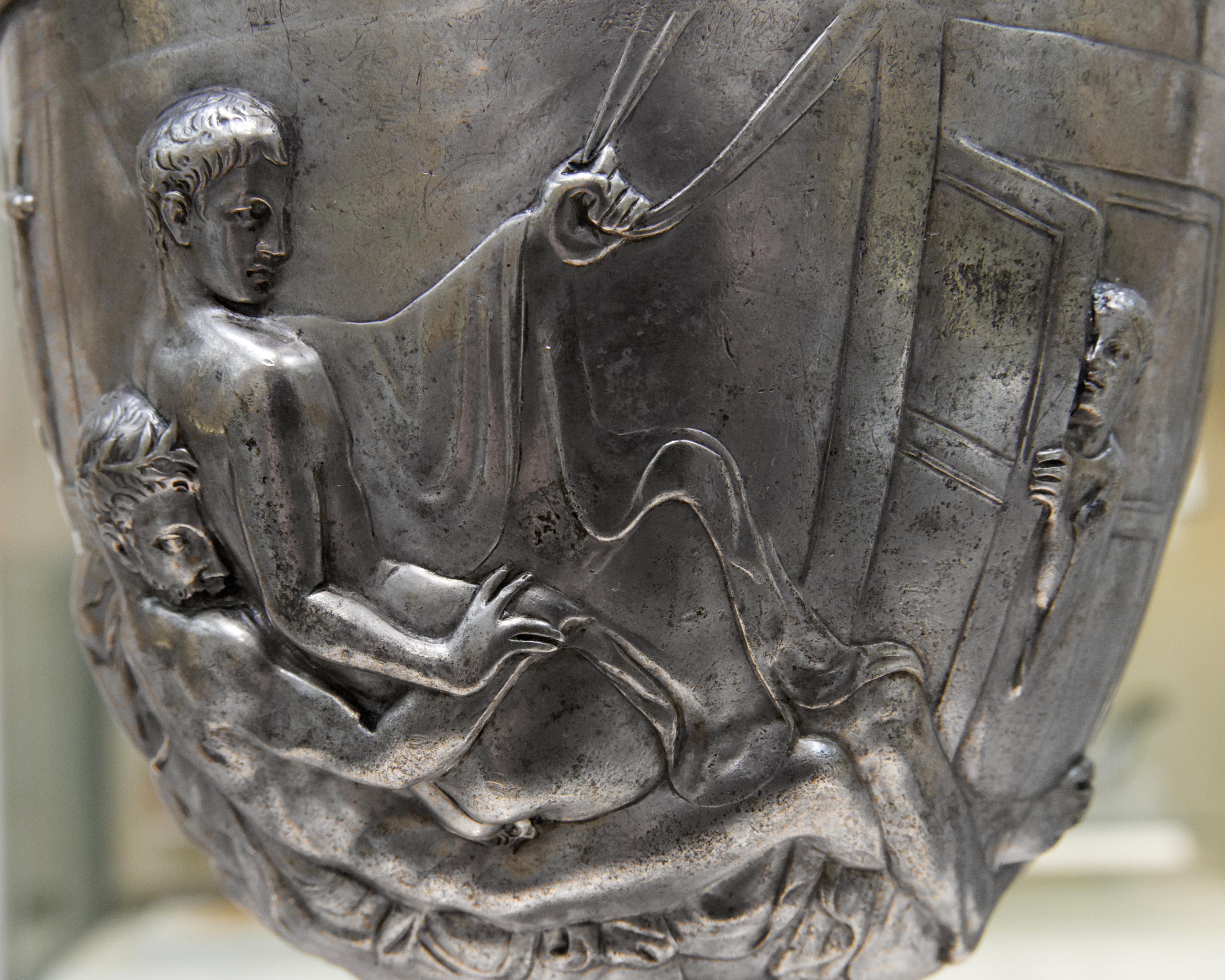
Detall de la copa Warren d'un jove sent penetrat per un home.

Existeixen nombrosos exemples de literatura lírica enaltint l'amor i les relacions homoeròtiques. Els poetes llatins de l'època donen per fet que tots els homes senten desig homosexual en algun moment. Exemples de poetes amb alguna obra que lloen aquestes relacions són Càtul, Horaci, Virgili o Ovidi. Cal destacar el fet que ser «passiu» no era ben vist socialment, perquè es considerava que ser-ho significava ser intel·lectualment inferior i més inexpert que el que assumia un rol «actiu». També és destacable que l'homosexualitat femenina no estava ben vista; la màxima grega era, referent a això, que «la dona era per a la reproducció, però l'home per al plaer». Es reconeixia que era necessari preservar l'estirp, l'espècie, però que solament es podia trobar plaer en la relació íntima amb un altre home, ja que l'home es considerava un ser més perfecte que la dona i, per tant, la unió entre dos homes seria més perfecta.

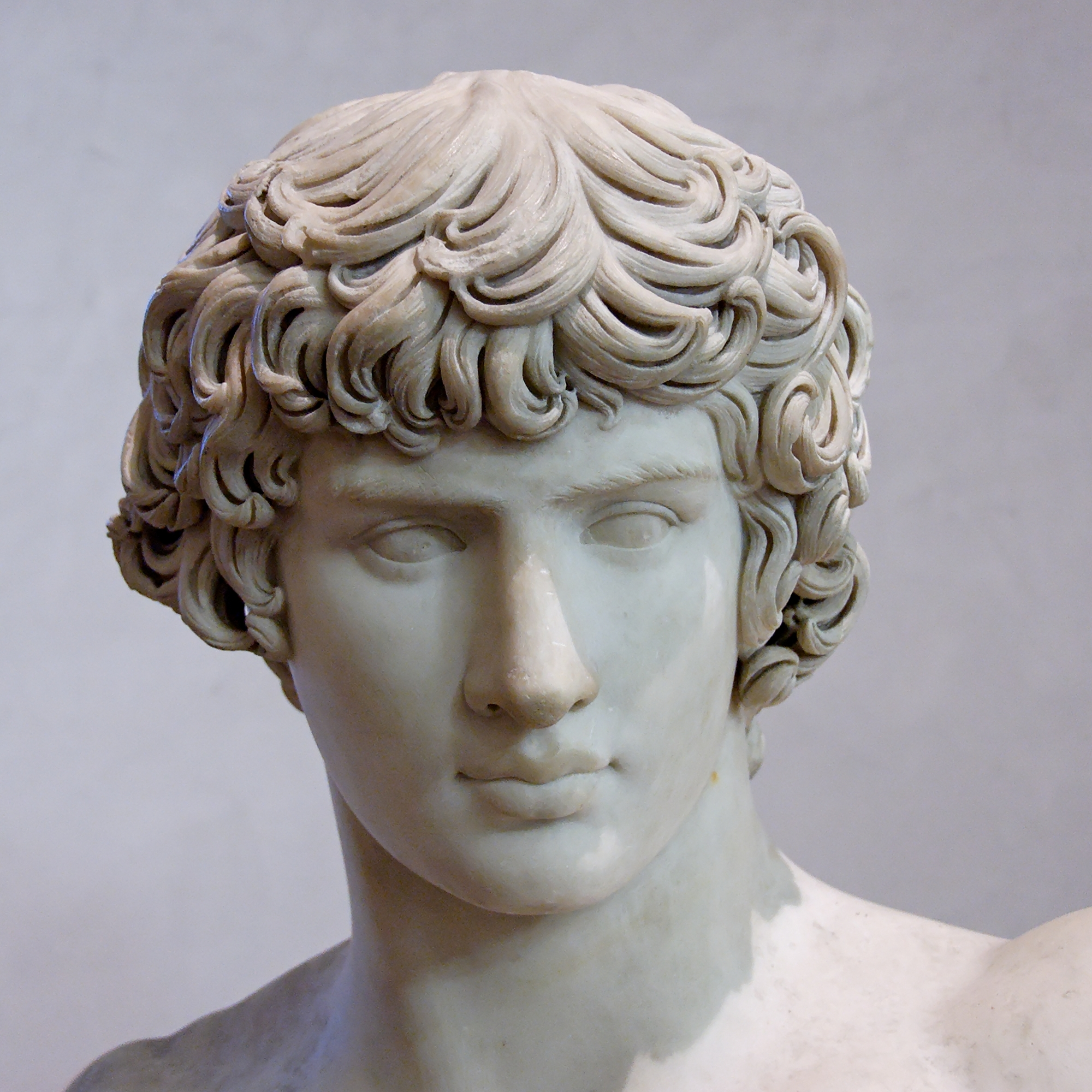
Antínous, el jove grec amant de l'emperador Hadrià.

A l'antiga Roma, si bé alguns autors com Tàcit o Suetoni contemplaven l'homosexualitat com un signe de degeneració moral i fins i tot de decadència cívica, era relativament freqüent que un home penetrés a un esclau o a un jove, mentre que el contrari era considerat una desgràcia. De Juli Cèsar, el gran geni militar, es deia que era vir omnium mulierum et mulier omnium virorum, això és, ‘el marit de totes les dones i la dona de tots els marits'. Famós pels seus enamoriscaments amb les dones de la noblesa romana, els rumors sobre la seva homosexualitat tenen el seu origen en el 80 A. de C., quan el jove Juli Cèsar va ser enviat com a ambaixador a la cort de Nicomedes IV de Bitínia. Pel que sembla, el rei asiàtic va quedar tan enlluernat amb la bellesa del jove missatger romà que el va convidar a descansar a la seva habitació i a participar en un festí on va servir de coper reial durant el banquet. La seva estada a Bitínia va generar forts rumors que tots dos —Juli Cèsar i Nicomedes— van ser amants, la qual cosa va motivar als adversaris polítics de Juli Cèsar a anomenar-lo «reina de Bitínia», fins i tot temps després de la seva estada en el regne. Tant a Marc Antoni com a Octavi (aquest últim conegut després com Cèsar August) se'ls va assenyalar que tenien amants masculins. A principis de la joventut d'Octavi se li van retreure diversos actes vergonyosos; Sixt Pompeu l'acusava d'efeminament; Marc Antoni, d'haver guanyat l'adopció pel seu oncle Juli Cèsar mitjançant relacions contra natura; i Luci, germà de Marc Antoni, que després de sacrificar el seu honor a Cèsar s'havia lliurat a Aulus Hirtius a Hispània per tres-cents mil sestercis i que feia servir per depilar les seves cames petxines roent, per fer créixer el pèl suau. De nou Suetoni consigna que l'emperador Neró, prenent el rol passiu amb el llibert Doryphorus, imitava els crits i gemecs d'una dona jove. També l'emperador Galba se sentia atret per homes forts i experimentats. I en diverses ocasions s'informa que els soldats eren assaltats sexualment pels seus oficials superiors.
La pràctica de la pederàstia té el seu apogeu durant el regnat de l'emperador Hadrià, que comparteix la passió pels nois amb el seu antecessor Trajà. És famós el seu amor pel jove grec Antínous. Després de la seva prematura mort ofegat, Hadrià va erigir temples a Bitínia, Mantinea i Atenes en el seu honor, i fins i tot li va dedicar una ciutat, Antinoòpolis. Cal destacar al jove emperador Heliogàbal, conegut pels seus nombrosos amants i que a principis del segle iii sent adolescent va escandalitzar als seus contemporanis casant-se públicament dues vegades vestit de dona, adoptant així explícitament el paper passiu en la relació. Són múltiples les anècdotes sobre el seu comportament lasciu, i els soldats de la seva guàrdia personal eren coneguts com les «cues de ruc» per ser reclutats a les termes entre els més dotats. El també emperador del segle iii Filip l'Àrab, tot i que es creu que va ser el primer emperador cristià, va ser conegut per la seva afició als nois. L'acceptació social de les relacions pederastes i homoeròtiques va anar decaient al llarg dels segles a mesura que es va anar implantant el cristianisme.

### Pederàstia en el cristianisme

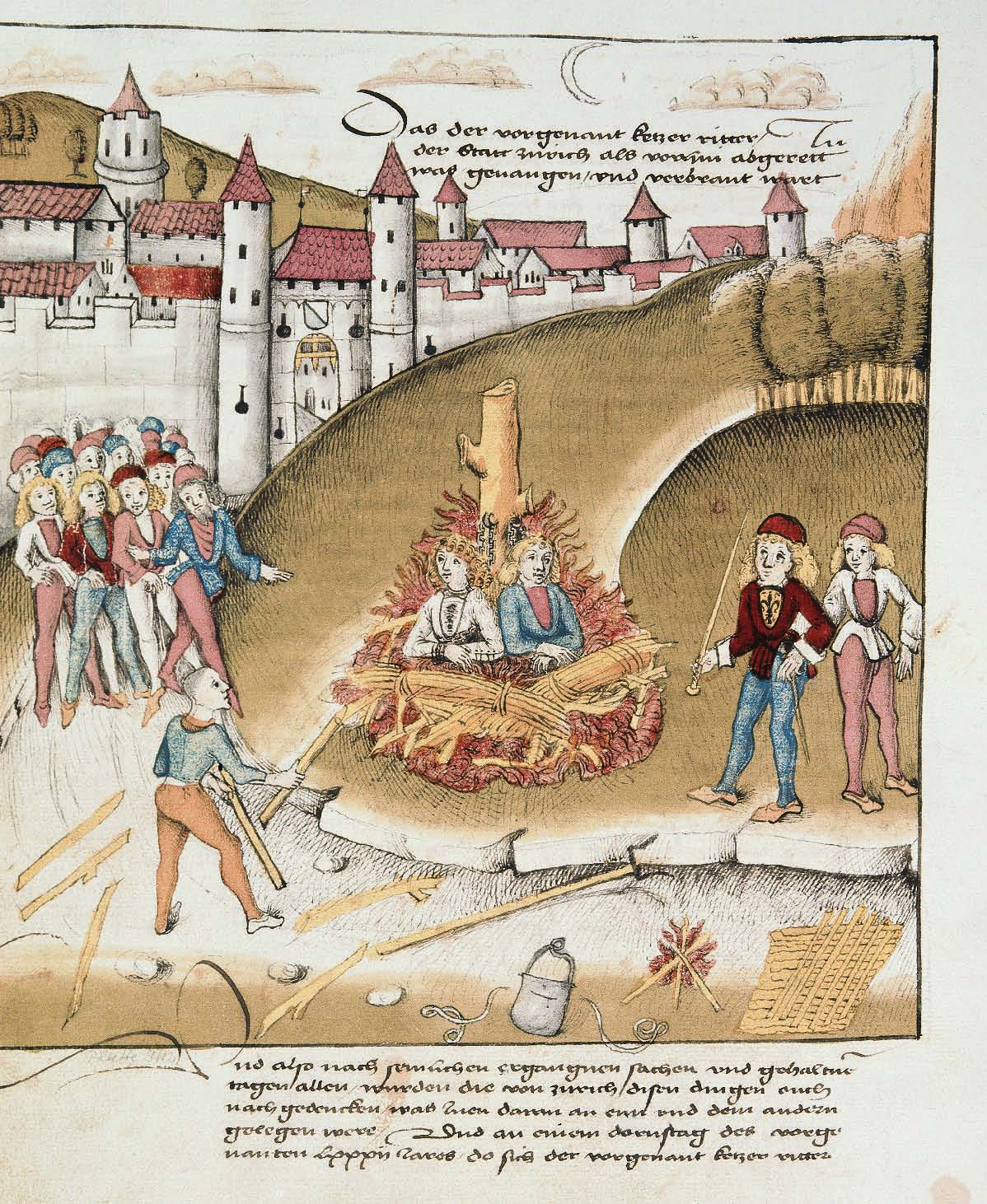
Crema del cavaller de Hohenberg i del seu servent condemnats a morir a la foguera per sodomia a la muralla de Zúric, 1482.

L'església catòlica i la Inquisició van perseguir molt durament l'homosexualitat durant l'Edat Mitjana, es penalitzava amb la mort a la foguera. Al llibre de Levític inclòs a l'Antic Testament, és interpretat per alguns conservadors cristians per decretar la mort com a càstig per una sèrie d'irregularitats sexuals incloent les relacions carnals entre els homes.
A més, entre algunes comunitats cristianes de principis del segle ii, fins i tot parlar sobre la pederàstia era prohibit: "Conversa sobre fets malvats s'anomena apropiadament llenguatge brut (vergonyós), com parlar sobre l'adulteri i la pederàstia i similars", i s'anava a "guardar silenci. "
Hi ha dos pericopes trobats en dos dels evangelis sinòptics (Evangeli de Mateu 8:5-13 i Evangeli de Lluc 7:1-10) que tenen la mateixa història en termes lleugerament diferents. A cada llibre bàsicament es troba la mateixa història que relata la curació d'un "esclau amat", aquesta és la traducció que duu a continuació l'argument, les alternatives són "estimat" o "valuós"). Segons T. W. Jennings, professor de teologia bíblica al Seminari teològic de Chicago, aquesta traducció dona suport a la conclusió que el servent del centurió curat per Jesús era el centurió estimat, i aquesta descripció "com l'acceptació de Jesús, d'acceptació i fins i tot la col·laboració en una relació pederàstica".

### Altres llocs
La pederàstia en els temps antics no era el domini exclusiu dels grecs i romans. Ateneu de Naucratis al Deipnosophistae afirma que els celtes també en participaven, tot i la bellesa de les seves dones, preferien l'amor dels nois. Alguns jeien regularment sobre les seves pells d'animals amb un amant a cada costat. Altres autors també donen fe de pederàstia celta: Aristòtil, Estrabó i Diodor Sícul). Alguns moderns han interpretat Ateneu en el sentit que els celtes tenien un noi de cada costat, però aquesta interpretació és qüestionada per Hubbard, qui ho llegeix en el sentit que hi havia un nen d'un costat i una dona, a l'altre.
Els oracles sibil·lins diuen que només els jueus estaven lliures d'impureses:
| « | [Els jueus] són conscients de sant matrimoni, i no participen en impies relacions amb els fills barons, com fan els fenicis, egipcis i romans, els grecs i moltes d'altres nacions i els perses de Galàcia i Àsia, transgredint la llei santa de Déu immortal. | » |

La pederàstia a Pèrsia i els seus orígens es va debatre fins i tot en l'antiguitat. Heròdot afirmava que ho havien après dels grecs: "Dels grecs que han après a jaure amb els nens." Tanmateix, Plutarc afirma que els perses empraven nois eunucs molt abans d'entrar en contacte amb aquestes cultures.

## Edat mitjana i Moderna

### Orient Mitjà i Àsia central

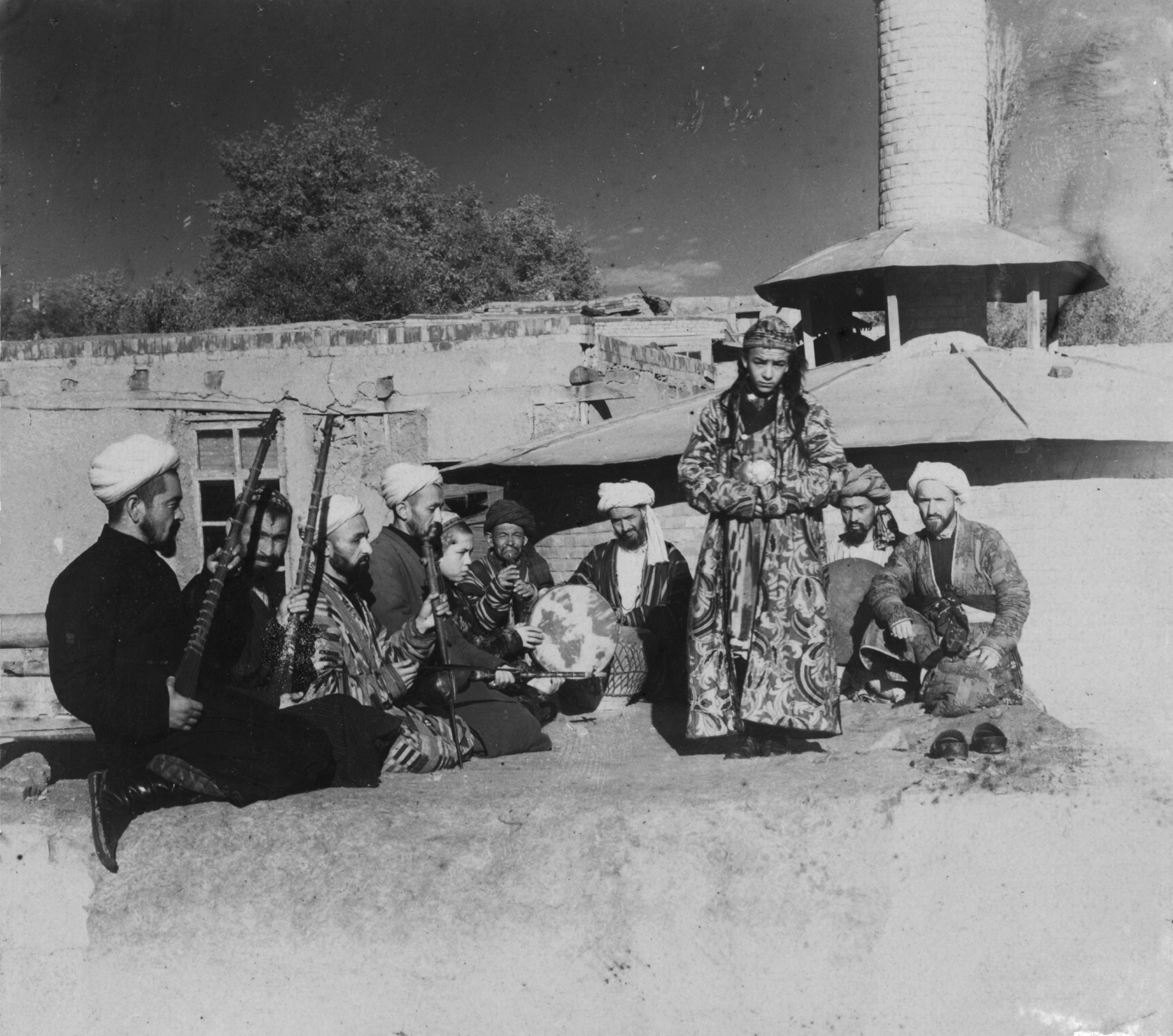
Bacchà (noi ballarí) a Samarcanda. Tradicionalment, els ballarins i treballadors sexuals a l'Àsia central (fotografia vers 1905 - 1915).

A l'Islam pre-modern existia la convicció generalitzada que els joves imberbes posseïen la capacitat de temptar a tots els homes adults i no només a una petita minoria dels desviats."
A l'Àsia central la pràctica fou prevalent durant molt de temps, i continua sent part de la cultura, reflectint-se en el proverbi, "la dona a la reproducció, els nens pel plaer, però els melons per a fruir".

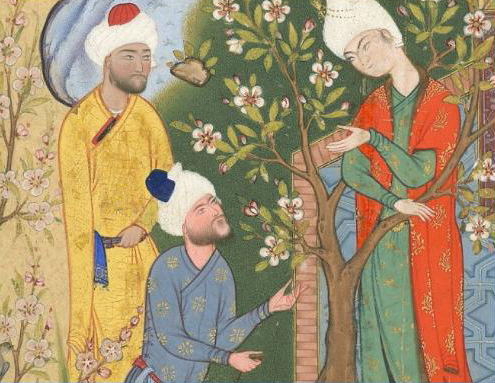
Jove conversant amb els pretendents. Il·lustració en miniatura de la Haft Awrang de Jami, en la història el pare aconsella al seu fill sobre l'amor. Galeries Freer i Sackler, Smithsonian Institution, Washington, DC.

Després de la Pèrsia islàmica, on, en paraules de Louis Crompton, "l'amor als nois florí espectacularment", l'art i la literatura també va fer ús freqüent dels temes pederàstics. Els viatgers occidentals informaven que a la cort abbàssida, en algun moment entre 1627 i 1629, es realitzaven pràctiques homoeròtiques. Les cases de prostitució masculina amrad khaneh, "cases de l'imberbe", eren reconegudes legalment i pagaven impostos.
Osman Agha de Temeşvar que fou captiu dels austríacs el 1688 va escriure en les seves memòries que una nit un noi austríac se li acostà buscant sexe, dient-li "pel que sé tots els turcs són pederastes".

En la dècada de 1770, el poeta Asik Sadik va escriure en un discurs davant el Sultà: 
| « | Lût kavmi döğüşür, put kavmi bozar. Askerin lûtîdir, bil Padişahım. El poble de Lot lluita, el poble de la idolatria desvirtua. Saben, el meu sultà, que els seus soldats són sodomites. | » |

Estudis de dret penal otomà, en què es basa en la Sharia, revelen que la persistència de la sodomia no consentida amb nois és un delicte greu i els culpables s'enfrontaven a la pena capital.

### Xina

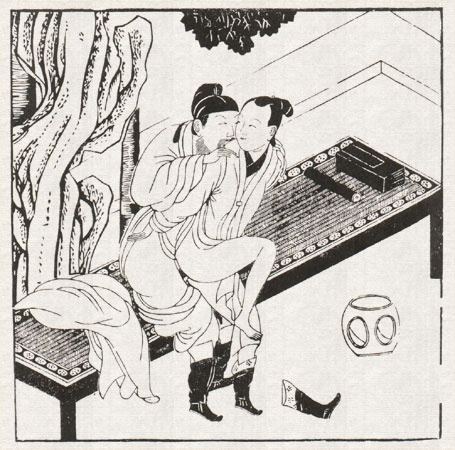
El Camí dels Acadèmics
de Hua Ying Chin Chen (bigarrades posicions de la Batalla de Flors) Xina, Dinastia Ming (1368–1644).

L'interès sexual dels homes pels joves es reflecteix en la prostitució, amb joves treballadors del sexe masculí fixant majors preus que les seves homòlogues femenines al començament del segle xx. A Tianjin hi va haver trenta-cinc prostíbuls masculins, mantenint-s'hi uns 800 nois, i se suposa que els homes de la zona eren experts en relacions anals.
Encara que el superintendent del comerç a Guangzhou emetia un avís anual a la població que evitessin que els occidentals accedissin als treballadors sexuals masculins ("no consentim la barbàrie occidental amb tots els nostres millors favors"), els europeus eren cada cop més ben acollits en els prostíbuls masculins.

### Japó
Al Japó, la pràctica de Shudo (众道), "el Camí dels Joves", és paral·lel amb el temps amb la pederàstia europea. És freqüent en la comunitat religiosa i els samurais de la societat medieval, i finalment va passar a impregnar a tota la societat. Aquest país va perdre el costum pederasta el final del segle xix, juntament amb la creixent influència europea.
El seu fundador llegendari és Kūkai, també conegut com a Kobo Daishi, fundador de l'escola budista de Shingon, que es diu que dugué les ensenyances de l'amor entre homes des de la Xina, juntament amb les ensenyances de Buda. Els monjos sovint establien relacions amoroses amb bells joves coneguts com a "chigo (稚児)", que es van registrar a les obres literàries conegudes com a "chigo monogatari ("稚児物语")".

### Corea
Una de les primeres mencions d'atracció entre homes i nois a Corea és la del rei Gongmin de Goryeo (r. 1351-1374), 31è rei de la dinastia Goryeo, que es feu famós per la seva tendència a enamorar-se de nois joves. Després de la mort de la seva esposa el 1365 es deia que havia invertit el seu temps en la pràctica del budisme i les relacions amb nois, fundant una organització per a la seva contractació.
Paul Michaut, un metge francès, escrigué el 1893 una descripció de Corea com un país en què "la pederàstia és general i és part dels costums, practicant-se públicament, al carrer, sense la menor reprovació." Associà la seva prevalença amb la de la sífilis, que també fou general.

### Amèrica del Nord
Dels Koniagues de l'Illa Kodiak i la Thinkleets llegim, "La més repugnant de totes les seves pràctiques és el concubinat masculí. Una mare kodiak selecciona el seu fill més bell i prometedor; i el vesteix com una nena, ensenyant-li només les tasques domèstiques, fent que treballi com una dona, i l'associa amb les dones i les nenes, a fi de completar el seu efeminament. En arribar a l'edat de deu o quinze anys, està casat amb algun home ric que considera aquest company com una gran adquisició. Aquestes “concubines” masculines s'anomenen Achnutschik o Schopans "(les autoritats esmentades són Holmberg, Langsdorff, Billing, Choris, Lisiansky i Marchand). El mateix ocorria a Nutka Sound i les Illes Aleutianes, on el concubinat masculí succeïa, encara que de forma menys freqüent que entre els Koniagues". Els objectes d'aquest afecte "antinatural" arrencaven curosament la seva barba tan aviat com començava a créixer el pèl, i el seu mentó es tatuava com les de les dones. A Califòrnia, els primers missioners trobaren la mateixa pràctica, els joves s'anomenaven Joya ".

### Amèrica Central
Encara que es creu que els primers maies s'oposaven a parelles del mateix sexe, els estats maies tardans realitzaven pràctiques pederàstiques. La seva introducció s'atribueix al déu Chin. Un aspecte fou que el pare procurava un jove amant per al seu fill. Juan de Torquemada esmenta que si el jove era seduït per un estrany, la pena era equivalent a la d'adulteri. Bernal Díaz informà d'estàtues representant parelles d'homes fent l'amor als temples de Cabo Catoche, Yucatán.

## Europa
L'erotisme pederàstic a Occident, al mateix temps que es mantenia ocult, es manifestava de diverses maneres. Els registres legals són una de les finestres més importants en aquest món secret, ja que durant gran part del temps les relacions pederàstiques, igual que altres formes de relacions homosexuals, eren il·legals. L'expressió del desig sexual a través de la literatura i l'art, encara que en forma codificada, també pot oferir una visió dels interessos pederàstics de l'autor.

### Renaixement
El Renaixement fou un període en què es produí un redescobriment o renovat interès en la filosofia i l'art de l'època clàssica. Paral·lelament també es produí l'opressió cap a l'homosexualitat i les expressions pederàstiques d'atracció per l'Església Catòlica, a través de la maquinària de la Inquisició, especialment a la Inquisició espanyola. Tanmateix, l'Església no pogué reprimir totes les expressions de desig pederàstic. Segons l'enciclopèdia de la cultura LGBT, "L'objecte de desig homoeròtic més convencional dels adolescents joves, solia ser imaginat com un imberbe".

### Albània
En data tan tardana com a mitjan 1800 els joves albanesos entre 16 i 24 anys seduïen nois entre 12 i 17 anys. A la literatura, s'anomena a l'amant ashik i l'estimat dyllber. Un gheg es casava a l'edat de 24 o 25 anys i generalment, encara que no sempre, renunciava al seu amant pederàstic.

### Rússia
La Rússia medieval era coneguda per la seva tolerància envers l'homosexualitat i la forma en què va ser difosa. Així com altres formes de l'homosexualitat, la pederàstia era molt comuna. Els joves imberbes eren considerats com una alternativa a les dones, i l'afaitat es considerava una invitació a la sodomia entre homes. Els banyas, cases de banys tradicionals de Rússia, eren llocs on els homes mantenien relacions sexuals amb adolescents que treballaven allí i pegaven als homes amb branques de bedoll, i fregaven la seva esquena. Més tard, del segle xviii en endavant, les cases de bany encara prosperaven i les escoles de cadets i la del Cos Imperial i l'Escola de Jurisprudència van ser els focus de l'activitat homosexual entre els nois. A Rússia les lleis són molt lleus en comparació amb les de la resta d'Europa occidental en la qual l'homosexualitat era il·legal, tot i que es va prohibir entre els soldats a principis del segle xviii, i va ser declarat il·legal per la resta de la societat en la dècada de 1830, però fins i tot aleshores les noves lleis no s'apliquen estrictament, i al final del segle xix a Sant Petersburg hi havia una important comunitat gai.

### Anglaterra

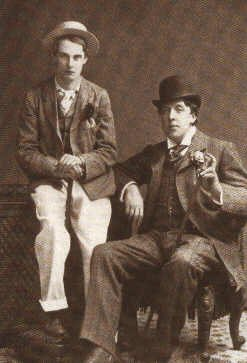
Lord Alfred Douglas i l'escriptor Oscar Wilde.

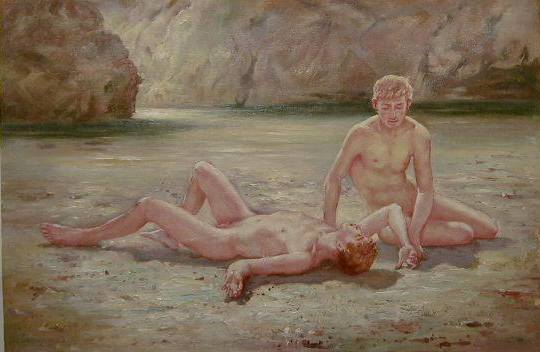
Grup de bany (Bath group (Noonday Heat) (1911) d'Henry Scott Tuke (1858–1929). Diverses de les obres conegudes de Tuke són nuus d'homes i nois joves; i l'artista es troba estretament relacionat amb l'uranisme.

A Anglaterra les escoles públiques, amb un ambient masculí, sovint creava una atmosfera homoeròtica, a causa de l'èmfasi en els clàssics, i les relacions homosexuals es van formar i acceptar en silenci, tant entre alumnes com entre professors i alumnes. Tanmateix, hi ha hagut alguns escàndols al voltant d'aquestes relacions. A mitjans del segle xix, William Johnson Cory, un reconegut mestre d'Eton College des de 1845 fins a la seva dimissió forçada el 1872, va evolucionar d'un estil pedagògic pederàstic que influí en diversos dels seus alumnes. La seva Ionica, obra poètica que reflecteix la seva sensibilitat pederàstica, era llegida en cercles intel·lectuals i "causà enrenou" a Oxford el 1859. Oscar Browning, un altre mestre d'Eton i antic estudiant de Cory, seguí els passos del seu tutor, essent igualment acomiadat el 1875. Es creu que ambdós van influir a Walter Pater d'Oxford, l'estètica del qual promogué la pederàstia com la veritable expressió de la cultura clàssica.
També a l'Anglaterra del segle xix, la pederàstia era un tema en les obres de diversos escriptors coneguts com els "Poetes Urànics" (Uranian poets). Encara que la majoria de poetes Urànics són considerats avui en dia d'importància menor, cal destacar entre els més prominents representants a Walter Pater, Gerard Manley Hopkins i Oscar Wilde. Hopkins i Wilde van ser profundament influïts pel treball de Pater. Wilde va escriure una sèrie d'obres homoeròtiques i pederàstiques encara que no en el sentit "elevat" que era sostinguda per Pater i Hopkins en diverses obres. En el cas de Hopkins, "Hopkins va ser sovint, cal admetre, sorprenentment “Ruskinià” en el seu amor cap a Aristòtil i les seves disposicions, però, va ser als peus de Pater - l'unificador victorià de l'eros, la pedagogia i l'estètica "- que mai va romandre Hopkins." Un altre escriptor notable sobre la pederàstia de finals de segle xix fou John Addington Symonds i els seus assaigs A Problem in Greek Ethics and A Problem in Modern Ethics (Un problema a l'ètica grega i un problema a l'ètica moderna) són unes de les primeres apologies de l'homosexualitat en anglès.

### Reacció i reducció
El final del segle xix es va veure augmentar el conflicte sobre la qüestió de l'acceptació social de la pederàstia. Una sèrie d'escàndols pederastes esclataren en aquella època, com el protagonitzat per l'industrial alemany Friedrich Alfred Krupp, que el va dur al suïcidi. En el mateix sentit, en un treball que anava a influir en l'evolució de l'actitud del comunisme cap a l'amor del mateix sexe, el filòsof polític alemany Friedrich Engels, col·laborador de Karl Marx, denuncià els antics grecs per "l'abominable pràctica de la sodomia" degradant "als seus déus i d'ells mateixos amb el mite de Ganimedes".
En aquesta lluita també participaren el moviment Wandervögel, una organització de joves que posava l'accent en una visió romàntica de la natura. Wandervögel aparegué el 1896, el mateix any que la revista Der Eigene es començà a imprimir. Fou publicada per un jove alemany de vint anys (Adolf Brand), i advocava per la pederàstia clàssica com una cura per la flacciditat moral de la joventut alemanya. Influenciats per les idees de Gustav Wyneken, el moviment Wandervögel era molt obert sobre les seves tendències homoeròtiques, encara que aquest tipus d'afecció se suposava que havia de ser expressada d'una forma no sexual. La fundació de Wandervögel ocorregué en gran manera com a reacció a l'escàndol públic sobre aquestes tendències eròtiques, que es va dir que alienava tant els joves com les dones.
Fins a la dècada de 1970, les escoles públiques angleses es convertien en internats emmurallats destinats a l'educació exclusiva de nois adolescents, amb una forta concentració en els clàssics grecs i llatins. Van continuar sent "focus pederàstics" al segle xx. CS Lewis en parlar de la seva vida a Malvern College, una escola pública anglesa, va reconèixer que la pederàstia "era l'únic contrapès a la lluita social, l'únic oasi (encara que només amb herbes verdes i humitejada només amb aigua fètida) a l'ardent desert de l'ambició competitiva ".

## Expressions modernes
Les relacions amb joves en el llindar de convertir-se en adults, bé fos per plaer o per seguir els objectius socials, ja no es practica àmpliament a Occident, malgrat el seu estatus legal en molts països. El feminisme i la teoria postmoderna descriu aquestes relacions com un abús de poder quan el company de major edat es troba en una posició de les institucions educatives, religioses, econòmiques, o una altra forma d'autoritat institucional que els socis més joves. La pederàstia, doncs, segueix sent àmpliament censurada, ja sigui expressada de forma legal o il·legal, i els casos que han tingut greus repercussions polítiques (per exemple, l'escàndol de “Mark Foley”, o "Pagegate", que va esclatar als Estats Units el 2006, podrien haver contribuït a la captura democràtica de la Cambra de Representants dels Estats Units i el Senat dels Estats Units en les següents eleccions de la tardor). Els Estats Units sembla estar avançant cap a un enfocament més restrictiu a aquest tipus de relacions: 23 anys abans, el 1983, Gerry Studds, congressista demòcrata, va admetre haver tingut un romanç amb un noi de 17 anys i la pàgina fou censurada per la Cambra de representants, però va continuar la seva carrera com a congressista.

Alguns escriptors "gai-positius", en la seva tasca d'interpretació de les ensenyances cristianes, han arribat a la conclusió que la crítica de Pau de Tars de l'amor homosexual, no es dirigeix a aquells per als que tenen, naturalment, aquestes afeccions, sinó més aviat a aquells que es dediquen aquests plaers per elecció, amb l'exemple donat que "la pràctica hel·lenística de comportament eròtic amb homes joves". El seu treball suggereix que l'oposició religiosa a les relacions del mateix sexe hauria de limitar-se a les relacions pederàstiques, amb el seu presumpte abús de poder. Però un document publicat per l'Església anglicana rebutja aquesta afirmació, al·legant que 
| « | L'"ideal" grecollatí no implica l'amor eròtic dels nens, sinó dels homes joves (adolescents) de la mateixa edat que la jove es donaria en el matrimoni. Freqüentment, el més madur de sexe masculí va ser lleugerament més gran que el soci. Pau de Tars proposava prohibir la pederàstia mitjançant l'ús d'aquests termes (com l'entenem avui la pederàstia), que havia recorregut a molts altres termes més precisos. De fet, en el debat dels romans, indica que l'explotació i la persecució no eren el problema (Pau té molt a dir sobre l'abús de poder en altres llocs). | » |

## Pederàstia a l'Església Catòlica
L'Església Catòlica, sacsejada per escàndols sexuals de nens, està treballant per erradicar la pràctica entre els seus sacerdots. El 2 de febrer de 1961 el Vaticà va emetre un document, "Instrucció sobre l'acurada selecció i formació de candidats per als estats de perfecció i de les Sagrades Ordres", llevant del sacerdoci a qualsevol persona que tingui "la perversa inclinació a l'homosexualitat o la pederàstia."
Els casos d'abusos sexuals comesos per membres de l'Església catòlica són una sèrie d'acusacions, investigacions, judicis i condemnes de crims d'abusos sexuals contra infants comesos per preveres, monges i membres d'ordes catòlics contra nens i joves.

### Les víctimes
Els nens i joves víctimes dels abusos, alguns des dels 3 anys, i amb la majoria comesos contra nens d'entre 11 i 14 anys. Molts d'aquests casos s'han desenvolupat durant dècades i han passat molts anys des que l'abús es va cometre. Algunes acusacions s'han realitzat també contra membres de la jerarquia de l'Església Catòlica que no informà de les acusacions d'abusos sexuals a les autoritats legals; sinó que es limitaren a traslladar els preveres abusadors a altres parròquies, on els abusos continuaren. Això ha comportat diversos casos de frau, on l'Església ha estat acusada de menystenir les víctimes traslladant deliberadament els preveres acusats d'abusos, en comptes de retirar-los dels seus càrrecs.

### Cobertura mediàtica
Els casos han rebut una atenció significativa dels mitjans arreu del món, especialment al Canadà, a Irlanda i als Estats Units. En resposta a aquesta cobertura mediàtica, membres de la jerarquia de l'Església han afirmat que la cobertura dels mitjans ha estat excessiva i desproporcionada. D'acord amb un estudi del Pew Research Center, la cobertura dels mitjans principalment emanà dels Estats Units el 2002, quan el Boston Globe començà una investigació crítica. Pel 2010 la major part de la informació se centrà en els abusos a Europa. Des de 2001 a 2010, la Santa Seu ha considerat que les acusacions d'abusos sexuals relatives a uns 3.000 preveres poden retrocedir fins a 50 anys, d'acord amb el Promotor de Justícia vaticà. Els casos arreu del món mostren models d'abusos continuats des de molt temps i la cobertura dels informes. Els funcionaris diocesans i acadèmics diuen que els abusos sexuals per part del clergat generalment no es discuteix, i que és difícil de mesurar. A les Filipines, on un 85% de la població és catòlica, les denúncies d'abusos a menors per part de capellans seguí l'informe dels Estats Units el 2002.
La recerca i l'opinió dels experts el 2010 indicà que les proves no senyalaven que els homes pertanyents a l'Església Catòlica fossin més propensos que els altres a cometre abusos, i indicà que la prevalència dels abusos per part de capellans havia caigut significativament en els darrers 20 o 30 anys.

## Legislació
Les relacions sexuals entre adults i infants, vistes com una transgressió moral i un delicte greu, són durament penalitzades per la majoria de legislacions del món. Tanmateix, la simple atracció sexual envers infants i les fantasies on hi intervenen, no solen ser penades legalment, ja que es considera que pertanyen a l'esfera del pensament i del sentiment personal.
A diferència del que passa amb les lleis que regulen l'abús sexual entre adults, l'absència de consentiment dels infants no és una circumstància requerida perquè hi hagi delicte: la relació sexual és il·legal en si mateixa, encara que sigui consensuada, és a dir, encara que la seva naturalesa no sigui pas abusiva. La separació entre aquestes dues formes de tractament del delicte sexual en la llei es basa, normalment, en un límit d'edat, anomenat edat de consentiment, que varia segons el país i l'orientació sexual (sovint les relacions homosexuals només són autoritzades a partir d'una edat més tardana que la que es permet per a les relacions heterosexuals).
També hi ha lleis contra la simple incitació d'un nen a un acte sexual. A més a més, la producció, la distribució, l'intercanvi i fins i tot la simple possessió de material pornogràfic on intervinguin menors d'edat són sovint prohibits. En alguns països, aquesta llei també s'aplica a les obres de ficció (dibuixos, imatges virtuals, etc.). Per exemple, l'article 163.1 del Codi Penal del Canadà, prohibeix "qualsevol representació fotogràfica, filmada, en vídeo o d'altre tipus, realitzada o no per mitjans mecànics o electrònics". Altres legislacions no són clares o estan obertes a interpretació sobre aquest punt, com l'article 227-23 del codi penal francès, que tipifica com a delicte qualsevol imatge o representació d'un menor quan aquesta tingui un caràcter pornogràfic: aquest sentit ampli s'aplica també a representacions imaginàries, però a l'Estat francès la llei és d'interpretació estricta i la jurisprudència resta poc clara. Per contra, els textos pornogràfics no són prohibits a l'Estat francès.

### La llei francesa
En dret francès, el terme pedofília no apareix en els codis ni en els reglaments jurídics: els termes utilitzats per referir-se als delictes de relació sexual entre adults i infants són atteinte sexuelle ("atemptat sexual"), per a les relacions amb consentiment de l'infant, i agressió sexual o violació, quan no s'hi reconeix consentiment. Hi ha també els delictes de corrupció de menors per a la incitació de menors a actes sexuals. L'edat límit del menor que caracteritza la infracció sexual (edat de consentiment, anomenada "majorité sexuelle" a l'Estat francès) és de 15 anys en general, 18 anys si l'adult és una persona amb autoritat sobre el menor (professor, pare...).
La producció, difusió i possessió d'imatges pornogràfiques amb implicació de menors de 18 anys són il·legals a l'Estat francès. L'article d'aquesta llei, tal com va ser escrit al maig del 2002, parla de « la imatge o la representació d'un menor ». No precisa pas si afecta només les fotografies i les pel·lícules o si engloba tota mena d'imatges: dibuixos, pintures, imatges virtuals, etc. A més a més, des de la llei del 5 de març de 2007, està també penalitzada la simple consulta « habital » d'un servei que difongui aquestes imatges, àdhuc sense conservació.
La jurisprudència ha fixat després algunes excepcions, per tal de protegir certs objectes d'art o històrics: pintures explícites que daten de la Grècia antiga, obres d'art, etc. No obstant això, la llei no és clara i està oberta a interpretació sobre aquest punt, la qual cosa podria portar problemes a certes professions, com ara l'edició de llibres o la conservació de museus, i fer evolucionar la jurisprudència.